# Chino Hills
Chino Hills ist eine Stadt im San Bernardino County im US-Bundesstaat Kalifornien und ein wohlhabender Vorort von Los Angeles.
Das U.S. Census Bureau hat bei der Volkszählung 2020 eine Einwohnerzahl von 78.411 ermittelt.
Das Wirtschaftsmagazin Money stufte Chino Hills im Jahr 2012 in seiner Liste der „Best Places to Live“ auf Rang 34 ein, was auch auf die exzellenten Schulen und die hohe Sicherheit in der Stadt zurückzuführen ist. Zudem konnte Chino Hills sich seinen ländlichen Charakter mit heute 12.000 km² unbebauter Fläche in öffentlicher Hand bewahren. Viele der Einwohner sind Pendler, vierzig Prozent der Bevölkerung fahren 45 Minuten oder länger zu Arbeit. Das Durchschnittseinkommen von Chino Hills wird sogar von Beverly Hills nicht überboten.

## Geographie
Die Stadt liegt im äußersten Südwesten des San Bernardino Countys in Kalifornien. Sie grenzt im Nordosten an Chino, im Norden und Westen an die Städte Pomona und Diamond Bar im Los Angeles County, im Süden an Brea und Yorba Linda im Orange County sowie im Westen an gemeindefreies Gebiet des Riverside Countys. Die nordöstliche Stadtgrenze folgt ungefähr dem Verlauf der California State Route 71, einer Verbindungsstraße zwischen der California State Route 91 im Süden und der California State Route 60 im Norden. Die Grenze zum Orange County befindet sich in weitgehend unerschlossenem Hügelland, sodass die beiden Countys nur über die California State Route 142 direkt miteinander verbunden sind. Die Straße ist lang, kurvenreich und anfällig für Erdrutsche.
Der bebaute Teil von Chino Hills ist von Wohngebieten geprägt, einzig an Kreuzungen von Hauptstraßen finden sich Gewerbegebiete, die meist von Supermärkten und Restaurants dominiert werden.
Chino Hills hat 74.799 Einwohner (Stand der Volkszählung 2010). Die Stadt erstreckt sich auf eine Fläche von circa 115,9 km², wovon mit 115,7 km² die Landfläche den größten Teil ausmacht; die Bevölkerungsdichte beträgt somit 646,4 Einwohner pro Quadratkilometer. Das Stadtzentrum befindet sich auf einer Höhe von 262 Metern.

## Geschichte
Nachdem die spanischen Eroberer im Jahr 1771 die Mission San Gabriel Arcángel gegründet hatten, wurde das heutige Chino Hills als Weideland für Rinder der Missionsstation genutzt, danach weideten hier in mexikanischer Zeit Rinder der Rancho Santa Ana del Chino und Rancho La Sierra. Seit der Abtretung Kaliforniens an die Vereinigten Staaten versumpfte die Gegend zunehmend und jährliche Fluten traten auf. Die meisten Behausungen wurden abgerissen. Später wurde das Land von Richard Gird gekauft, dem Gründer der Gemeinde Chino, die im Jahr 1910 zur Stadt erhoben wurde. Chino Hills entwickelte sich unterdessen mit dem Resort Carbon Canyon Mineral Springs an der späteren California State Route 142 und dem Los Serranos Country Club zu einem beliebten Ziel für Touristen aus Los Angeles. Auch bei Schwarzhändlern war der Ort während der Prohibition wegen seiner Abgeschiedenheit beliebt. In den 1960er Jahren erlebte das Hügelland zudem einen Zustrom an Hippies und Künstlern. Ab den 1980er Jahren begannen sich die Bürger um eine Inkorporation ihrer Gemeinde zu bemühen, und im Jahr 1991 erhielt Chino Hills mit damals 42.000 Einwohnern das Stadtrecht.

### Entwicklung
Bis in die 1970er Jahre hinein war Chino Hills weitgehend ländlich geprägt. Der Großteil des Landes wurde für Pferdesport genutzt, außerdem gab es einige Molkereien. In den folgenden Jahrzehnten wurden zahlreiche Siedlungen errichtet. Der Bebauungsboom nahm erst in den letzten Jahren wieder ab. Die meisten Stadtteile wurden ähnlich wie Dörfer konzipiert, sodass die Einkaufszentren an strategisch günstigen Punkten liegen und Parkanlagen von umliegenden Häusern aus gut zu erreichen sind.

### Erdbeben
Am 29. Juli 2008 wurde um 11:42 Uhr Ortszeit ein Erdbeben der mittleren Stärke 5,4 registriert. Das Epizentrum lag ca. 4 km westsüdwestlich vom Stadtkern entfernt, es wurden jedoch keine größeren Schäden gemeldet.

## Politik
Chino Hills ist Teil des 29. Distrikts im Senat von Kalifornien, der momentan vom Republikaner Bob Huff vertreten wird. In der California State Assembly ist der Ort dem 55. Distrikt zugeordnet und wird somit vom Republikaner Curt Hagman vertreten. Auf Bundesebene gehört Chino Hills Kaliforniens 39. Kongresswahlbezirk an, der einen Cook Partisan Voting Index von R+5 hat und vom Republikaner Ed Royce vertreten wird.

## Persönlichkeiten
- Robyn Brown (* 1994), philippinische Leichtathletin